# Eleições legislativas de 2019 em Matosinhos

## Resultados Oficiais
| Partido                 | Partido                              | Votos   | %               | +/-   |
| ----------------------- | ------------------------------------ | ------- | --------------- | ----- |
|                         | Partido Socialista                   | 34 237  | 37,76 / 100,00  | 1,28  |
|                         | Partido Social Democrata             | 25 522  | 28,15 / 100,00  | -     |
|                         | Bloco de Esquerda                    | 10 603  | 11,69 / 100,00  | 1,60  |
|                         | CDU - Coligação Democrática Unitária | 4 844   | 5,34 / 100,00   | 1,95  |
|                         | Pessoas–Animais–Natureza             | 3 760   | 4,15 / 100,00   | 2,15  |
|                         | CDS – Partido Popular                | 2 360   | 2,60 / 100,00   | -     |
|                         | Iniciativa Liberal                   | 1 799   | 1,98 / 100,00   | Novo  |
|                         | LIVRE                                | 948     | 1,05 / 100,00   | 0,40  |
|                         | Outros (com menos de 1,00%)          | 3 254   | 3,57 / 100,00   |       |
| Votos Inválidos         | Votos Inválidos                      | 3 353   | 3,70 / 100,00   | 0,26  |
| Total                   | Total                                | 90 680  | 100,00 / 100,00 |       |
| Eleitorado/Participação | Eleitorado/Participação              | 152 033 | 59,64 / 100,00  | 2,22  |
| Fonte                   | Fonte                                | [ 1 ]   | [ 1 ]           | [ 1 ] |

## Resultados por Freguesia
Os resultados seguintes referem-se aos partidos que obtiveram mais de 1,00% dos votos:
| Freguesia                               | %     | %     | %     | %    | %    | %    | %    | %    | Votantes |
| Freguesia                               | PS    | PSD   | BE    | CDU  | PAN  | CDS  | IL   | L    | Votantes |
| --------------------------------------- | ----- | ----- | ----- | ---- | ---- | ---- | ---- | ---- | -------- |
| Custóias, Leça do Balio e Guifões       | 41,20 | 24,27 | 12,27 | 5,74 | 4,31 | 2,08 | 1,42 | 0,88 | 22 514   |
| Matosinhos e Leça da Palmeira           | 35,27 | 32,41 | 10,30 | 4,65 | 3,84 | 3,16 | 2,83 | 1,21 | 26 203   |
| Perafita, Lavra e Santa Cruz do Bispo   | 42,13 | 25,91 | 10,61 | 4,37 | 4,14 | 2,55 | 1,29 | 0,71 | 14 433   |
| São Mamede de Infesta e Senhora da Hora | 35,01 | 28,43 | 13,11 | 6,18 | 4,32 | 2,53 | 2,01 | 1,21 | 27 530   |
| Matosinhos                              | 37,76 | 28,15 | 11,69 | 5,34 | 4,15 | 2,60 | 1,98 | 1,05 | 90 680   |

#### Custóias, Leça do Balio e Guifões
| Partido                 | Partido                              | Votos  | %               | +/-  |
| ----------------------- | ------------------------------------ | ------ | --------------- | ---- |
|                         | Partido Socialista                   | 9 276  | 41,20 / 100,00  | 2,60 |
|                         | Partido Social Democrata             | 5 464  | 24,27 / 100,00  | -    |
|                         | Bloco de Esquerda                    | 2 762  | 12,27 / 100,00  | 1,75 |
|                         | CDU - Coligação Democrática Unitária | 1 293  | 5,74 / 100,00   | 2,35 |
|                         | Pessoas–Animais–Natureza             | 970    | 4,31 / 100,00   | 2,24 |
|                         | CDS – Partido Popular                | 469    | 2,08 / 100,00   | -    |
|                         | Iniciativa Liberal                   | 319    | 1,42 / 100,00   | Novo |
|                         | Outros (com menos de 1,00%)          | 1 065  | 4,73 / 100,00   |      |
| Votos Inválidos         | Votos Inválidos                      | 896    | 3,98 / 100,00   | 0,56 |
| Total                   | Total                                | 22 514 | 100,00 / 100,00 |      |
| Eleitorado/Participação | Eleitorado/Participação              | 37 521 | 60,00 / 100,00  | 1,70 |

#### Matosinhos e Leça da Palmeira
| Partido                 | Partido                              | Votos  | %               | +/-  |
| ----------------------- | ------------------------------------ | ------ | --------------- | ---- |
|                         | Partido Socialista                   | 9 241  | 35,27 / 100,00  | 0,45 |
|                         | Partido Social Democrata             | 8 492  | 32,41 / 100,00  | -    |
|                         | Bloco de Esquerda                    | 2 700  | 10,30 / 100,00  | 1,74 |
|                         | CDU - Coligação Democrática Unitária | 1 218  | 4,65 / 100,00   | 1,72 |
|                         | Pessoas–Animais–Natureza             | 1 005  | 3,84 / 100,00   | 1,88 |
|                         | CDS – Partido Popular                | 827    | 3,16 / 100,00   | -    |
|                         | Iniciativa Liberal                   | 742    | 2,83 / 100,00   | Novo |
|                         | LIVRE                                | 316    | 1,21 / 100,00   | 0,39 |
|                         | Outros (com menos de 1,00%)          | 809    | 3,09 / 100,00   |      |
| Votos Inválidos         | Votos Inválidos                      | 853    | 3,25 / 100,00   | 0,03 |
| Total                   | Total                                | 26 203 | 100,00 / 100,00 |      |
| Eleitorado/Participação | Eleitorado/Participação              | 43 786 | 59,84 / 100,00  | 2,40 |

#### Perafita, Lavra e Santa Cruz do Bispo
| Partido                 | Partido                              | Votos  | %               | +/-  |
| ----------------------- | ------------------------------------ | ------ | --------------- | ---- |
|                         | Partido Socialista                   | 6 081  | 42,13 / 100,00  | 4,48 |
|                         | Partido Social Democrata             | 3 739  | 25,91 / 100,00  | -    |
|                         | Bloco de Esquerda                    | 1 531  | 10,61 / 100,00  | 2,28 |
|                         | CDU - Coligação Democrática Unitária | 631    | 4,37 / 100,00   | 1,83 |
|                         | Pessoas–Animais–Natureza             | 597    | 4,14 / 100,00   | 2,25 |
|                         | CDS – Partido Popular                | 368    | 2,55 / 100,00   | -    |
|                         | Iniciativa Liberal                   | 186    | 1,29 / 100,00   | Novo |
|                         | Outros (com menos de 1,00%)          | 702    | 4,86 / 100,00   |      |
| Votos Inválidos         | Votos Inválidos                      | 598    | 4,14 / 100,00   | 0,43 |
| Total                   | Total                                | 14 433 | 100,00 / 100,00 |      |
| Eleitorado/Participação | Eleitorado/Participação              | 25 622 | 56,33 / 100,00  | 3,57 |

#### São Mamede de Infesta e Senhora da Hora
| Partido                 | Partido                              | Votos  | %               | +/-  |
| ----------------------- | ------------------------------------ | ------ | --------------- | ---- |
|                         | Partido Socialista                   | 9 639  | 35,01 / 100,00  | 0,17 |
|                         | Partido Social Democrata             | 7 827  | 28,43 / 100,00  | -    |
|                         | Bloco de Esquerda                    | 3 610  | 13,11 / 100,00  | 1,01 |
|                         | CDU - Coligação Democrática Unitária | 1 702  | 6,18 / 100,00   | 1,95 |
|                         | Pessoas–Animais–Natureza             | 1 188  | 4,32 / 100,00   | 2,26 |
|                         | CDS – Partido Popular                | 696    | 2,53 / 100,00   | -    |
|                         | Iniciativa Liberal                   | 552    | 2,01 / 100,00   | Novo |
|                         | LIVRE                                | 332    | 1,21 / 100,00   | 0,25 |
|                         | Outros (com menos de 1,00%)          | 978    | 3,55 / 100,00   |      |
| Votos Inválidos         | Votos Inválidos                      | 1 006  | 3,65 / 100,00   | 0,11 |
| Total                   | Total                                | 27 530 | 100,00 / 100,00 |      |
| Eleitorado/Participação | Eleitorado/Participação              | 45 104 | 61,04 / 100,00  | 2,71 |